# Rastrophyllum pinnatipartitum
Rastrophyllum pinnatipartitum là một loài thực vật có hoa trong họ Cúc. Loài này được Wild & G.V.Pope miêu tả khoa học đầu tiên năm 1977.